# Tatort: Stau
Stau ist ein Fernsehfilm aus der Krimireihe Tatort. Der vom Südwestrundfunk produzierte Beitrag wurde am 10. September 2017 im Ersten erstgesendet. Das Stuttgarter Ermittlerduo Lannert und Bootz ermittelt in seinem 20. Fall.

## Handlung
Im Feierabendverkehr in Stuttgart kommt ein 14-jähriges Mädchen zu Tode. Es könnte ein Unfall mit Fahrerflucht sein oder eine absichtliche Tötung. Bis auf einen dreijährigen Jungen, befragt von Sebastian Bootz, gibt es keine Zeugen. Die 80-jährige Nachbarin hat zwar den ganzen Abend aus dem Fenster geschaut, aber zum Tatzeitpunkt nichts Auffälliges auf der Straße bemerkt. Die einzige Straße vom Tatort führt in den Stau auf der Neuen Weinsteige. So macht sich Thorsten Lannert auf, um dort Spuren zu sichern und Aussagen aufzunehmen.
Gezeigt werden verschiedene Charaktere von Auto- und Beifahrern, die zunehmend gereizt reagieren: der frustrierte Arbeitnehmer Matthias Treml, von seinem Chef erst gerügt und dann als Kurierdienstfahrer für ein Paket eingespannt; die telefonierende Geschäftsfrau Ceyda Altunordu, die ihren jungen Chauffeur Bernd Hermann zur Schnecke macht; das Ehepaar Breidenbach, das die Zerrüttung seiner Ehe nicht mehr verheimlichen kann; der querulantische Rentner Günther Lommer; der kiffende Pflegedienstfahrer Kerem Aykanat; der fremdgehende Anwalt Moritz Plettner, der sein Kind aus dem Kindergarten abgeholt hat; die von ihrer neunjährigen Tochter Miris terrorisierte Mutter Tina Klingelhöfer und ein alkoholisiertes Junggesellenquartett. Unter ihnen kann sich der Täter befinden, den die Kommissare fassen wollen, bevor sich der Stau wieder auflöst.
Der zwischenzeitliche Verdacht des sexuellen Missbrauchs des Opfers kann nicht erhärtet werden, da das Mädchen vor dem Ereignis bei seinem Freund war. Derweil spitzt sich die Situation im Stau zu. Es entstehen Gerüchte, die Straßensperre werde künstlich aufrechterhalten, um weitere Verhöre zu führen, weshalb die Autofahrer zunehmend rebellieren.
Kurz bevor der Stau von der Polizei aufgelöst wird, befragt Kommissar Lannert noch einmal eingehend Tina Klingelhöfer, die die Tat jedoch weiterhin abstreitet. Dabei schildert er ihr, wie das 14-jährige Unfallopfer qualvoll gestorben sein muss. Als die Straßensperre aufgehoben wird und der Verkehr sich wieder in Bewegung setzt, bleibt Tina Klingelhöfers Auto jedoch als einziges an Ort und Stelle stehen. Lannert setzt sich zu ihr ins Auto. Sie bricht daraufhin in Tränen aus und nickt mehrmals.

## Hintergrund
Der Film wurde vom 14. November 2016 bis zum 16. Dezember 2016 in Baden-Baden und Freiburg im Breisgau gedreht. An 12 der 24 Drehtage war eine Halle der Messe Freiburg Drehort, wo die Stuttgarter Ausfallstraße Neue Weinsteige nachgebaut war. Mit über 30 Autos wurde dort ein Stau im Feierabendverkehr nachgestellt. Stuttgarter Stadtansichten wurden nachträglich ins Bild montiert.
Das Komikertrio Eure Mütter hat in diesem Tatort einen Gastauftritt als Teil des Junggesellenabschieds; sie sitzen zu dritt auf der Rückbank im Auto. Ebenfalls Teil des Quartetts ist der Zauberkünstler Topas; er sitzt auf dem Beifahrersitz.
Die Premiere fand am 2. Juni 2017 auf dem SWR Sommerfestival in Stuttgart statt.

## Rezeption

### Kritiken
„Autor und Regisseur Dietrich Brüggemann […] inszeniert auf Pointe, aber auch psychologisch präzise. Jede kleine Privathölle auf vier Rädern, in die Lannert und Bootz während ihrer Untersuchungen blicken, ist in sich schlüssig aufgebaut. Die Figuren in ‚Stau‘ […] sind knapp charakterisiert […] – alle diese Figuren fügen sich zusammen zu dem Bild einer Gesellschaft, die an ihrer eigenen Mobilität zu verrecken droht. Zu einem Requiem in D-Dur für die siechende Autorepublik Deutschland.“

„Ein Krimi, der auf vielen Ebenen gut funktioniert. Sämtliche Charaktere sind liebevoll ausgesucht, der Wutrentner und die Karrieretante und die junge Mutter, die sich den Launen ihrer zehnjährigen Krawalltochter komplett ausgeliefert hat. Das ist hervorragend gespielt und von Brüggemann gemeinsam mit Daniel Bickermann mindestens genauso gut betextet.“

„Brüggemann entwirft in ‚Stau‘ vor allem ein kurzweiliges Panoptikum aus Großstadtfiguren. Eine komische Revue ist das und manchmal auch ein garstiges Sittenbild. […] Das Prinzip des Ensemble-Films stößt zwar am Ende an seine Grenzen […] Aber die vielen Einzelgeschichten machen diesen ‚Tatort‘ abwechslungsreich, ohne dass es unübersichtlich wird. Brüggemanns Inszenierung […] bleibt trotz Stau beweglich. Es gibt eine innere Dynamik, denn innerhalb der Stau-Gemeinschaft kommen Figuren miteinander in Berührung, entwickeln sich weiter. Und es gibt eine äußere Dynamik, weil Drehbuch und Inszenierung immer wieder zwischen den Schauplätzen Stau und Tatort hin und her schalten. So bleibt die Spannung hoch, auch wenn der ‚Tatort‘ schon Fälle mit größerem Nervenkitzel-Faktor und anspruchsvollerer Krimi-Konstruktion erlebt hat.“

### Einschaltquoten
Die Erstausstrahlung von Stau am 10. September 2017 wurde in Deutschland von 9,32 Millionen Zuschauern gesehen und erreichte einen Marktanteil von 27,2 % für Das Erste.

### Auszeichnungen
- Nominiert für den Grimme-Preis 2018, Wettbewerb Fiktion[11]
- Gewinner des Deutschen Fernsehkrimipreis 2018[12]
- Nominiert für den Jupiter-Award 2018, Bester TV-Spielfilm[13]